# エストニア国立博物館

ロゴ

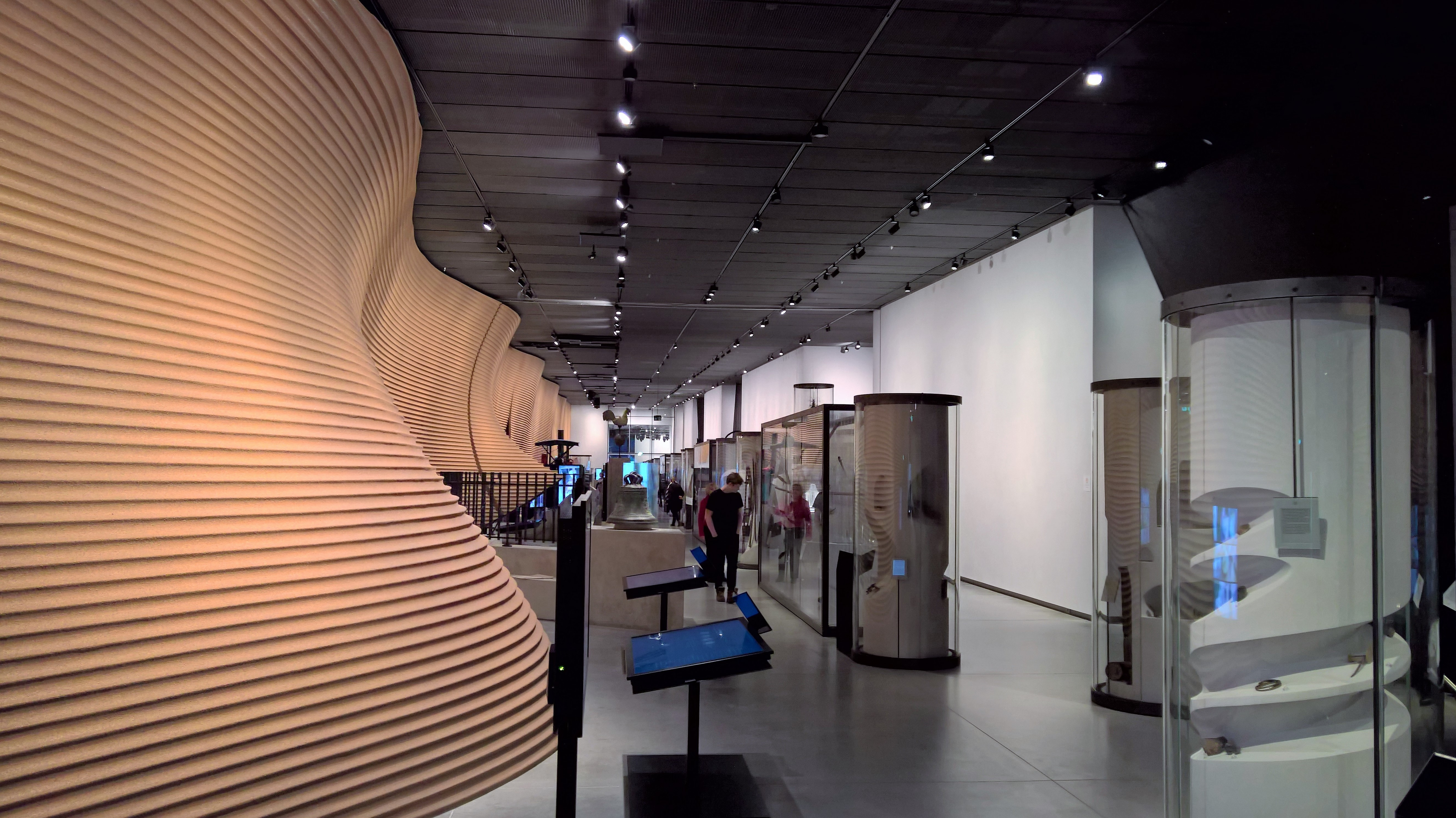
展示室内部

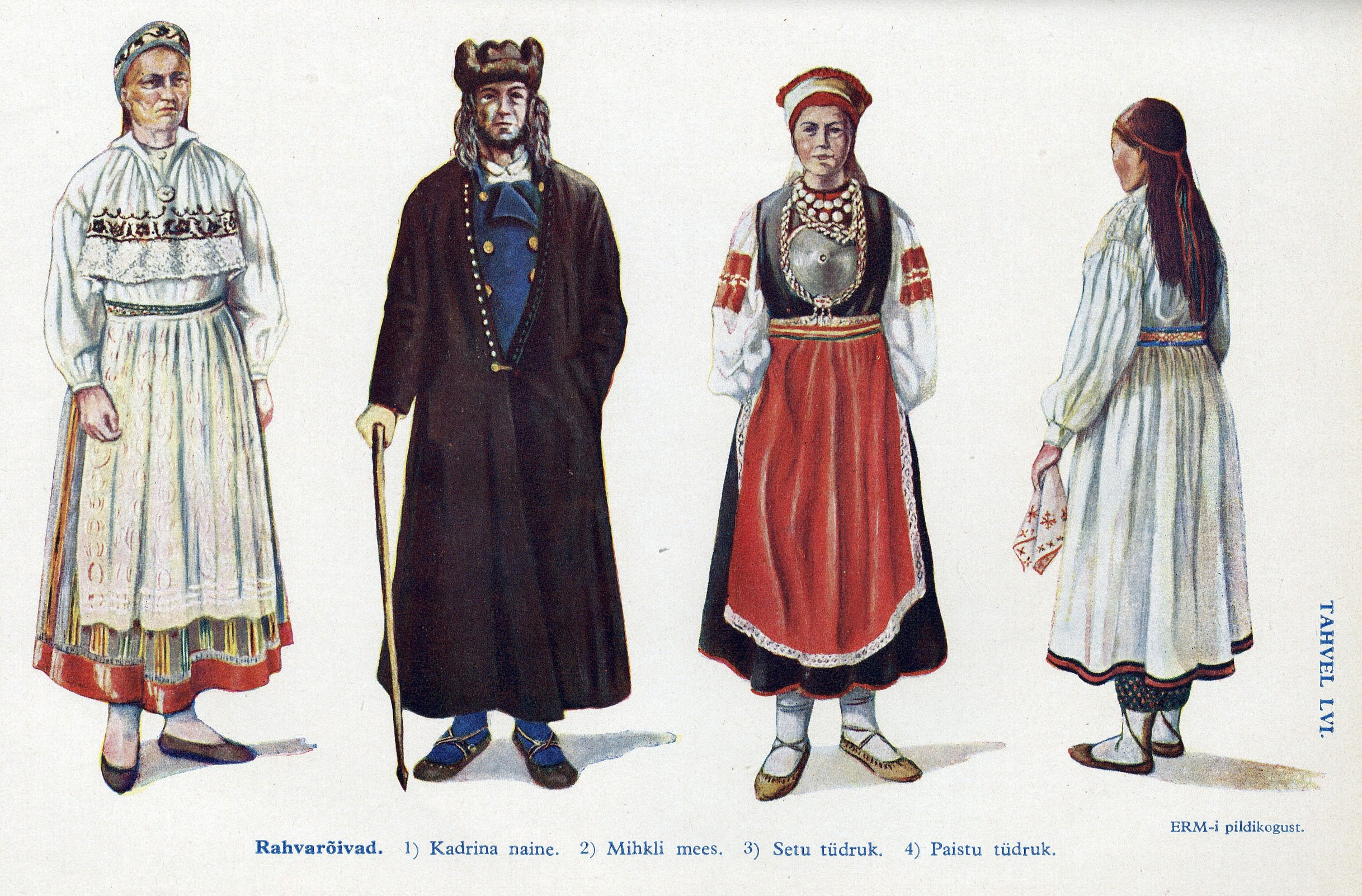
エストニアの民族服

エストニア国立博物館（エストニアこくりつはくぶつかん、エストニア語: Eesti Rahva Muuseum、英: Estonian National Museum）は、エストニアのタルトゥにある博物館。民俗学者であるヤコプ・フルトによる、同国の民俗誌とフォークアートへの遺産の展示に特化している。最古の展示物は、19世紀後半に収集された。
エストニア人の歴史や伝統、フィン・ウゴル系民族やエストニアのマイノリティーの歴史・文化に関する物や事柄を展示している。エストニア各地からの民族衣装、手織りのカーペットやテーブルクロスなどの展示もある。

## 歴史
1922年、ラーディ・マナー(Raadi mõis, ラーディ・ムイス）に開館。当時の館長は、1919年以降タルトゥ大学に勤務していたイルマリ・マンニネンであった。ラーディ・マナーはかつて多数のバルト・ドイツ人の収集家が集まっていた場所であった。彼らは1860年頃に移住したが、1920年から価値のあるものが売りに出されるまではコレクションが土地に残っていた。彼らは現地のエストニア人には好感を持たれておらず、「文化的な反感」を持たせるとされていた。
1940年、この土地にラーディ飛行場が建設され、博物館の建物は第二次世界大戦中のタルトゥ攻勢中に破壊された。飛行場は50年もの間ソビエト連邦の爆撃基地となり、その間、博物館の展示物はタルトゥ市内の教会など、様々な場所に保管されていた。飛行場は極秘のものとなり、外国人は市内へ足を踏み入れることを禁じられた。
2005年、エストニア文化省とエストニア建築家連盟は合同の声明で、博物館の新築に際し国際的な建築コンペを開くことを発表した。結果、いずれもフランスのパリを拠点とするイタリア人のダン・ドレル、レバノン人のリナ・ゴットメ と日本人の田根剛のグループが最優秀賞を獲得した。
2016年10月に竣工。1階建て。旧飛行場の滑走路の傾斜を徐々に上げ、建物の屋根に繋げていくなど、土地の歴史を混ぜ合わせたデザインとなっている。
2021年8月、館長のアラル・カリスがエストニアの大統領に選出された。